# Bernerhaus (Haus zur Gedult)

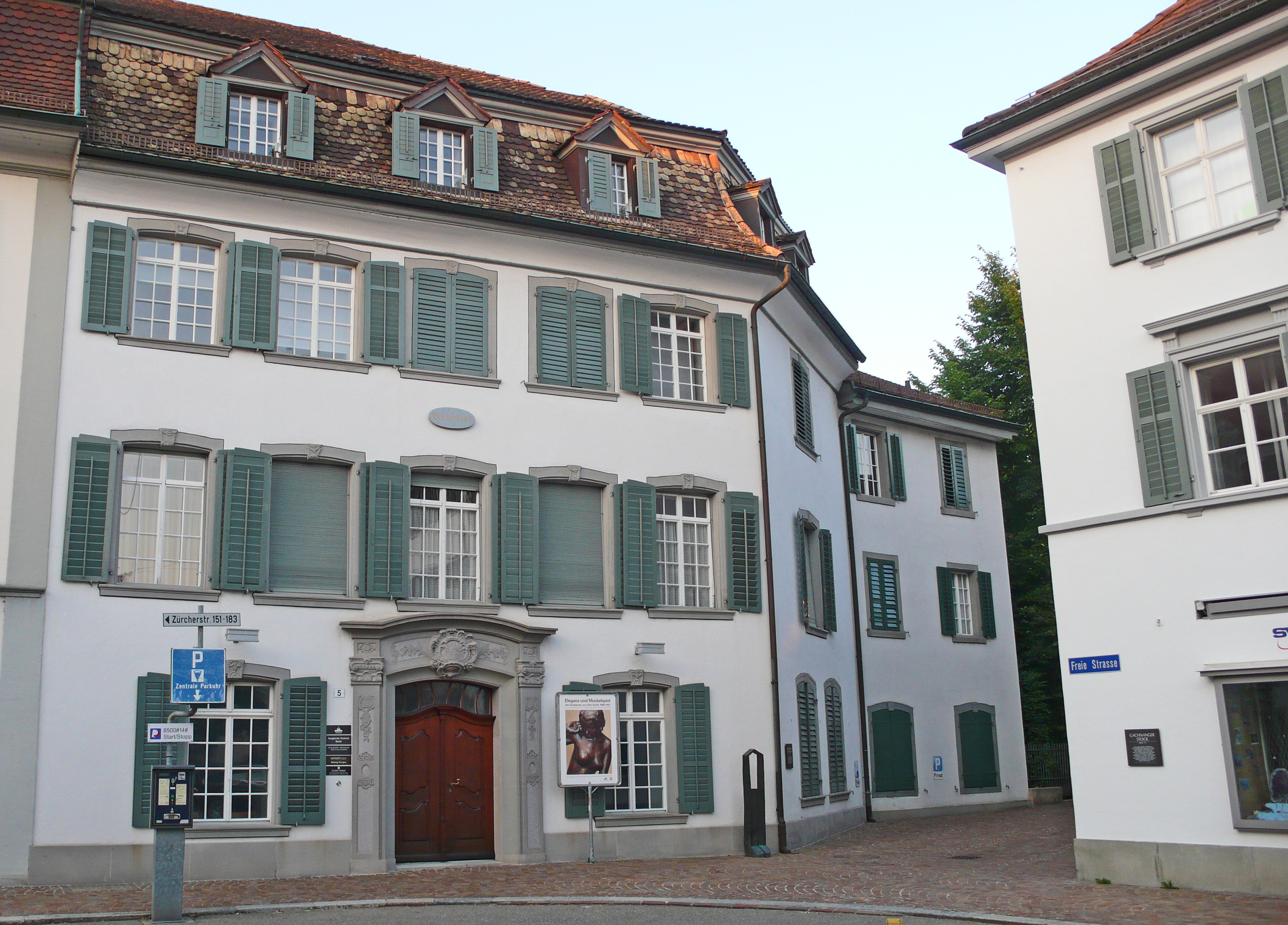
Bernerhaus

Das Bernerhaus mit dem Hausnamen Haus zur Gedult ist Bestandteil einer Häuserzeile, die das ehemalige Stadtgeviert der alten Stadt von Frauenfeld gegen Nordwesten abschloss. Das Haus war einst das Gesandtschaftshaus der Alten Eidgenossenschaft und Sitz der bernischen Standesvertreter zu Zeiten, da der Kanton Thurgau Untertanenland der Eidgenossenschaft war. Heute beherbergt das Haus in seinem Erdgeschoss den Kunstverein mit seiner Gemäldesammlung. Seit 1976 ist das Bernerhaus im Besitz der Evangelischen Landeskirche des Kantons Thurgau. Es dient seither als Sitz des Kirchenrates, der landeskirchlichen Verwaltung und diverser Fachstellen der Landeskirche. Das Erdgeschoss ist an den Kunstverein Frauenfeld vermietet. Die Räume werden für Wechselausstellungen und für die eigene Gemäldesammlung genutzt. Im ersten Stock befinden sich Sitzungs- und Schulungsräume der Landeskirche und eine Wohnung und im zweiten Stock die Verwaltung der Landeskirche. Der in den Jahren 1994/95 ausgebaute dritte Stock wird von Pro Senectute Thurgau als Mieterin für Beratungs- und Kursangebote genutzt.

## Geschichte
Die Geschichte des Bernerhauses ist eng mit dem Schicksal jener Häuserzeile verflochten, die als Stadtmauer den nordwestlichen Abschluss des innersten Stadtgevierts von Frauenfeld bildete, so wie sie bis zum Stadtbrand vom 9. Juli 1771 bestanden hat. Die Häuserzeile umfasste einstmals zehn Häuser, die alle dem besagten Stadtbrand zum Opfer fielen. Den nordöstlichen Abschluss bildeten die beiden, der St.Nikolauskirche vorgelagerten Pfrundhäuser der St. Georgs- und der St. Michaelskaplanei. Sie waren durch die Zürcherstrasse getrennt, welche an dieser Stelle die Stadt Frauenfeld nach Osten durch das Obertor verlässt. Daran reihten sich das Wirtshaus «Zur Kronen», die schmalen und niedrigen Behausungen des Maurers Fehr und ein weiteres Gebäude, das dem Kronenwirt gehörte. Auf Firsthöhe der Krone schwang sich erst wieder das anschliessende Haus zur «Palme», Eigentum des Ratsherrn Alberic Locher von Freudenberg, daran reihte sich das Berner Gesandtschaftshaus das «Haus zur Gedult». Seine Front war, wie das am heutigen Bernerhaus noch zu sehen ist, gegen die Obergasse hin abgewinkelt und hatte in diesem, an sich fensterlosen Fassadenstück, lediglich eine stattliche Rundbogentüre als einzigem Zugang zur Berner Liegenschaft. Im Hinterhof schob sich gegen die Graben- und Gartenseite ein Rossstall zwischen Bernerhaus und das nächst folgenden Häuslein der Witwe Wüst, das sich an die abgewalmte freie Giebelseite des Bernerhauses lehnte. Den nordwestlichen Abschluss dieser ganzen ehemaligen Stadtmauer bildete ein Haus das der St. Katharinapfründe und der katholischen Schule diente. Von all diesen Häusern der Obergasse – heute Bankplatz genannt – wurde als einiges das katholische Schulhaus nicht mehr wieder aufgebaut. Das Grundstück bildet heute den Garten des Bernerhauses.

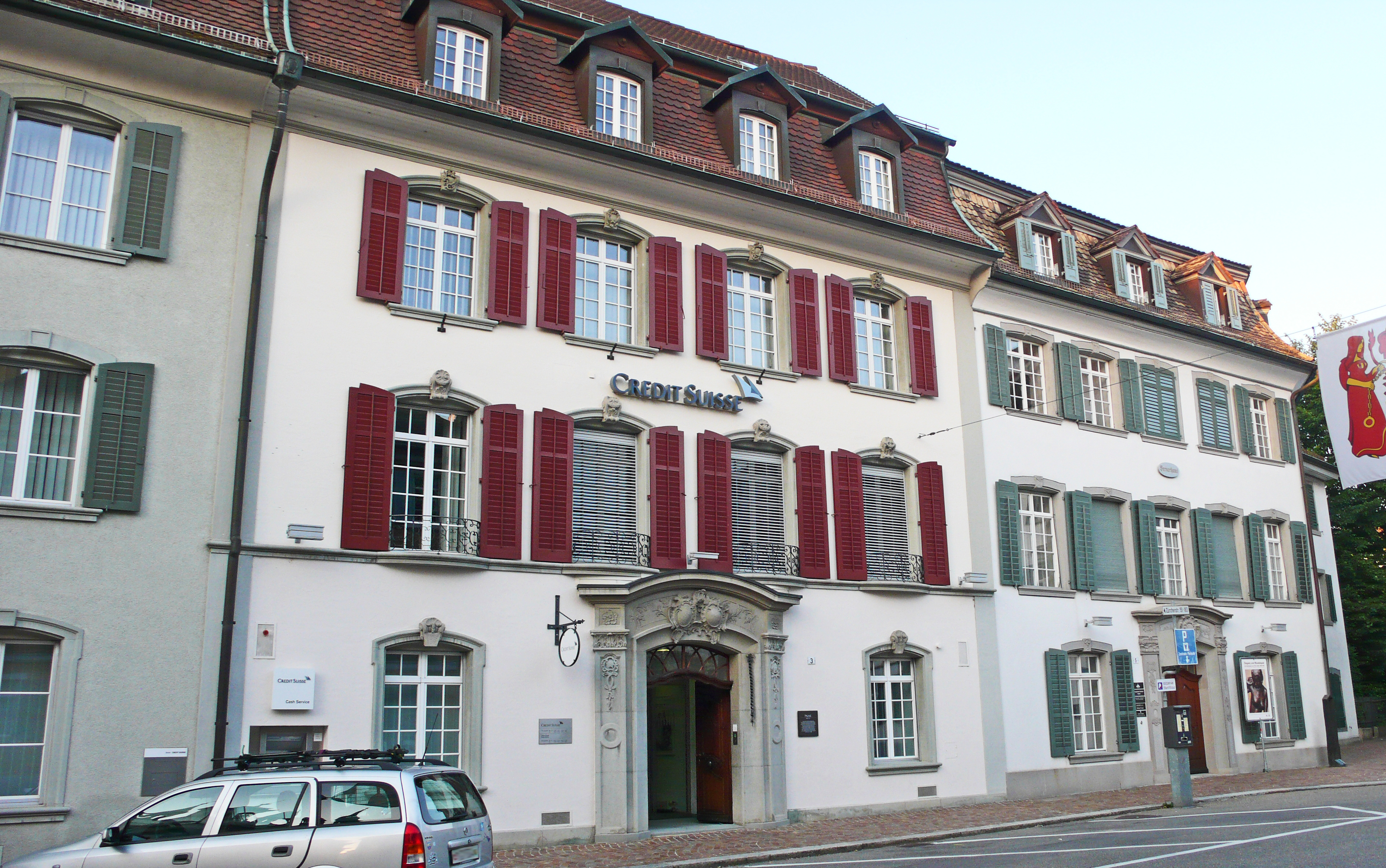
Frauenfelder Bankplatz CS Bankfiliale "Haus zur Palme" nach 1771

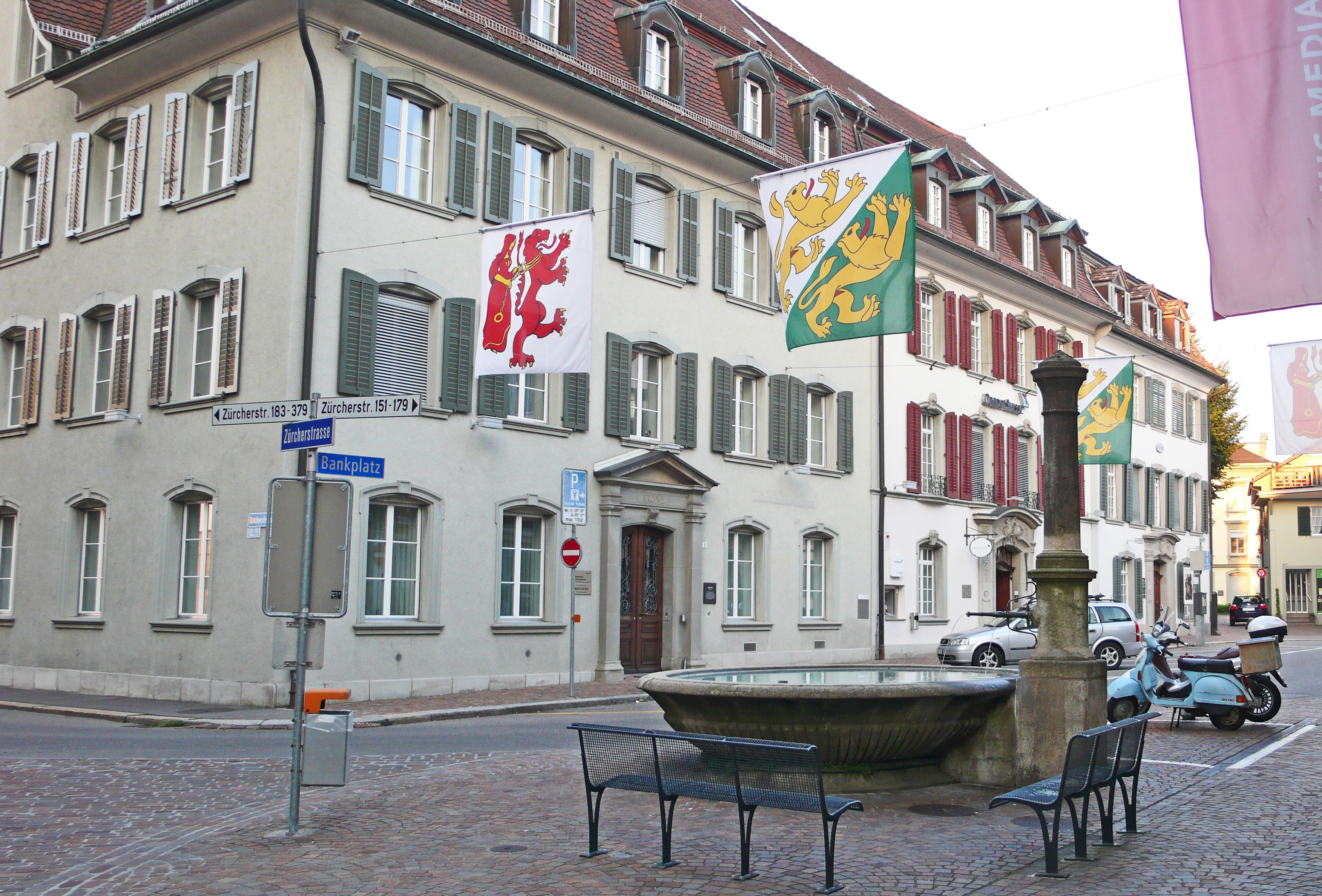
Frauenfelder Bankplatz ehemaliges "Gasthaus zum Kronen" nach 1771

Nach dem Brand und dem Wiederaufbau der Gebäude konnten sich die Liegenschaftseigentümer «Kronen» und «Palme» die Brandplätze der zwischen ihnen eingeklemmten Liegenschaften sichern. Das Bernerhaus übernahm den Brandplatz der Witwe Wüst, womit von sieben ehemaligen Liegenschaftsbesitzern drei übrig blieben, die nun entsprechend grösser und stattlicher wieder aufgebaut werden konnten. Die Pfrundhäuser, an der Nordwestecke am Obertor gelegen, wurden zwar wieder aufgebaut, mussten aber schon 1840 vom Strassenbau angeschnitten, im Jahre 1904 dem Neubau der katholischen Kirche weichen.
Den Namen hat das Bernerhaus aus jener Zeit, als es den Ehrengesandten – oder Syndikatsherren wie man sie auch nannte – als Unterkunft diente. 1460 wurde die Landgrafschaft Thurgau von den sieben eidgenössischen Orten Zürich, Luzern, Uri, Schwyz, Unterwalden, Zug und Glarus erobert. In der Folge musste diese «Gemeine Herrschaft» verwaltet, regiert und gerichtet werden, was anfänglich durch eidgenössische Vögte, in denen sich die Stände abwechselten, sichergestellt wurde. Nach dem Zweiten Villmergerkrieg 1712 erzwangen die reformierte Kantone eine neue Zusammensetzung der regierenden Orte in den deutschen Gemeinen Vogteien, zu denen auch der mehrheitlich reformierte Thurgau gehörte. Damit oblag die Verwaltung innerhalb der Alten Eidgenossenschaft den «VIII Alten Orten» wozu auch der Stand Bern gehörte, obwohl er an der Eroberung nicht teilgenommen hatte. 
Von 1713 bis 1798 tagten die Vertreter der Eidgenössischen Stände regelmässig in Frauenfeld. Für Unterkunft sorgten entweder für die Tagungszeit gemietete Privatunterkünfte, Gasthäuser oder dann auch ganzjährig angemietete Stockwerke oder ganze Häuser. Als mächtiger Stand mussten nun auch die Standesvertreter Berns entsprechend herrschaftlich untergebracht werden. Für die Dauer der Gesandtschaft pflegten die Vertreter eines Standes ja nicht allein anzureisen, sondern sie brachten ihre eigenen Sekretäre, oft auch Ross und Wagen mit. Die Berner hatten wahrscheinlich spätestens ab 1757 ihr Quartier im Haus «Zur Gedult» an der Obergasse bezogen, welches zur Zeit des Brandes Johann Peter, Magdalena und Dorothea Mörikofer und der Frau Cleopha Barbar, geborene Schobinger gehörte. 
Mit den Wiederaufbau der neuen Häuserzeile kam es zu einem eigentlichen Konkurrenzkampf unter den Hausbesitzern einerseits, und der "Stadt Frauenfeld" andererseits. Es war allem Anschein nach ein lukratives Geschäft, die Standesherren zu beherbergen, denn nicht nur waren diese pünktlich zahlungsfähig, sondern sie kamen auch jedes Jahr auf die Tage um St.Peter und Paul-Tag am 29. Juni. Zudem zeigte es sich, dass nach dem Brand, der ja nicht nur die Bernerhaus-Häuserzeile getroffen hatte, viele Häuserbesitzer ihr Häuser lieber nicht mehr im engen alten Stadtgeviert aufbauen wollten, sondern es vorzogen, in die Vorstädte zu ziehen. Hier war die Grundstücke günstiger zu haben. So standen denn auf einmal mehrere Häuser leer, was die Situation für die Verbleibenden noch verschärfte. 
So kam es in Folge zwischen den besser gestellten und nobleren Hausbesitzern, zu regelrechten Preis- und Angebotskämpfen, wobei auch die Burgergemeinde, welche die Stadtverwaltung innehatte, ihre Interessen wahrnahm. Die Eidgenossen hätten die Situation weidlich ausnützen können, was sie aber nicht taten. Vielmehr suchten sie eine für beide Seiten verträgliche Lösung. So boten die Zürcher der Stadt Hilfe für den geordneten Wiederaufbau an, was die Frauenfelder Bürgerschaft dankend annahm. Als das Bernerhaus 1774 wieder aufgebaut war, boten die Geschwister Mörikofer dem Stand Bern an, seine Ehrengesandten zu logieren und zu bewirten, was die Berner Obrigkeit am 31. März 1774 in vorläufig zustimmenden Sinne annahm. Den Mörikofern wurde sogar unterm 31. August desselben Jahres ein Baudarlehen von 5500 Gulden «verwilliget». Dies wohl nicht zuletzt deshalb, weil die Liegenschaft schon vor dem Brand dem Stande Bern verpfändet worden war. Man fürchtete nicht zu Unrecht, dass der Schuldner Mörikofer wohl kaum je in der Lage sein würde, die Pfandschuld zu tilgen, würde man sich einem anderen Objekt, wenn auch günstigerem, zuwenden. 
Für alle Stände stellte sich dieselbe Frage, anmieten oder kaufen. Letztendlich entschieden sich die Wohlhabenderen unter den Standesgenossen für feste Bleiben, wodurch dann die einzelnen Häuser ihre Namen, wie Luzernerhaus oder Zürcherhaus, bekamen. Feste Bleibe hieß damals, dass die Räumlichkeiten speziell für die "Gesandten" hergerichtet und möbliert waren. Dazu konnten farbige Vorhänge, Tapeten und farbige Wände gehören. Waren dann auch noch die Stallungen im selben Mietobjekt, wie es im Bernerhaus der Fall war, dann hatte das auch seinen entsprechenden Preis.